# Amilcar Type E
Der Amilcar Type E (kurz Amilcar E) war der erste Pkw der Mittelklasse der französischen Marke Amilcar.

## Beschreibung
Das Modell wurde im Oktober 1922 auf dem Pariser Autosalon präsentiert.
Der Vierzylindermotor in Monoblockbauweise entsprach konzeptionell den kleineren Motoren von Amilcar. Zunächst hatten die Zylinder 65 mm Bohrung und 112 mm Hub, was 1487 cm³ Hubraum ergab. Ab Oktober 1924 wurde die Bohrung auf 67 mm erhöht, woraufhin der Hubraum 1579 cm³ betrug. Als Motorleistung sind zunächst 42 PS und später 46 PS angegeben. Beide Motoren waren mit 10 Cheval fiscal eingestuft und hatten eine Thermosiphonkühlung. Das Getriebe hatte vier Gänge.
Der Radstand betrug 297 cm und die Spurweite 125 cm. Die Fahrzeuglänge lag bei etwa 400 cm und das Leergewicht bei etwa 1200 kg. Es war das erste Amilcar-Modell mit Vierradbremsen. Außerdem hatte es ein Differentialgetriebe.
An Karosseriebauformen sind viersitzige Tourenwagen und Roadster genannt.
Ende 1925 wurde die Produktion aufgegeben. Nachfolger wurde der Amilcar Type J.
Die erste Ausführung erhielt die Seriennummern von 1 bis 400 und die zweite von 401 bis 500. Das lässt auf maximal 500 Fahrzeuge schließen.